# Идинские буряты
Иди́нские буря́ты (бур. Идын буряадууд) — этнотерриториальная группа в составе бурятского этноса. Расселены в долинах рек Иды, Осы и их притоков, а также верховий Уды, впадающей в Ангару с востока.

## Родоплеменной состав

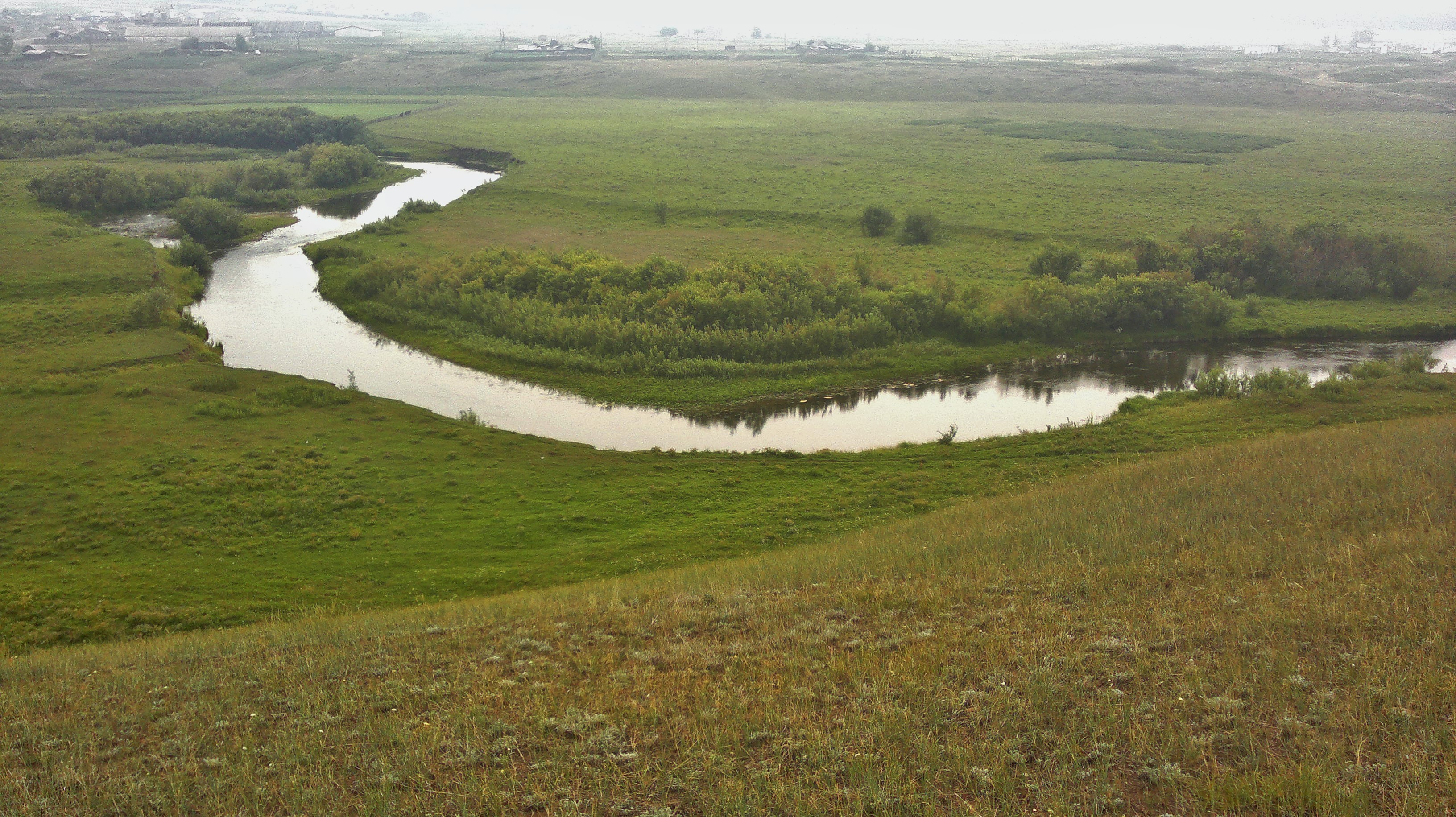
Река Ида

В состав этнотерриториальной группы идинских бурят входят такие малые племена, как готол, янгуд, ирхидэй, олзой, муруй, хулмэнгэ, ноёд, хогой, онгой, онхотой, холтубай, барай, булуд, шаралдай, зомод, хурдуд, обогон, хулдад (хулдуд), буин, обондой, манхолюд (моголюд), аргаhан, нарад, тогто, сэгэн, хангажин. В составе племенного объединения обогони олон отмечены роды: хоогой, онгой, ирхидэй, холтубай, онхотой, булуд. Род янгуд включает пять подразделений: хухэнэй, аадай, габаали, обхой, убэй. В числе родов, проживавших под Идинским острогом, М.Н. Богдановым также упоминается чигут (кингулт). Основную массу идинских бурят составляют булагатские племена. Единственным эхиритским является племя тогто. Остальные племена являются осколками одноименных монгольских племен, по большей части ойратских.